# Bordella
Bordella è un film satirico del 1976 diretto da Pupi Avati.

## Trama
Una multinazionale statunitense decide di aprire a Milano un bordello per donne in cerca di affetto. Le milanesi che arrivano sono più di quelle previste, e l'azienda va a gonfie vele tanto che si decide di espandere la società con altre "filiali".

## Produzione
Prodotto e distribuito dalla Euro International Film, vede tra gli interpreti Gigi Proietti e un giovanissimo Christian De Sica come protagonisti. Tra gli sceneggiatori Maurizio Costanzo. L'artista messicano Tito LeDuc, autore delle coreografie, compare anche in un piccolo ruolo.
Il film è dedicato alla memoria del protagonista, l'attore Al Lettieri, conosciuto al grande pubblico principalmente per l'interpretazione di Virgil Sollozzo nel film di Francis Ford Coppola Il Padrino, che morì improvvisamente, circa due settimane dopo la fine delle riprese.
Pupi Avati, in occasione di "Roma Cinema Arena" 2023 al Parco degli Acquedotti di Roma, ricorda che il film, che aveva avuto un costo di produzione notevole, venne ritirato dalle sale pochi giorni dopo la prima, a causa di una denuncia per oscenità che si concluse nei mesi successivi con una sentenza di condanna. Dopo questa esperienza devastante venne deciso di produrre un film a basso budget (120 milioni di lire): La casa dalle finestre che ridono.

## Accoglienza
Secondo quanto riferito da Antonio Avati: "Siamo stati condannati, per cui Bordella è rimasto fermo, nonostante avesse battuto tutti i record di incasso della stagione in occasione della prima uscita al cinema Rivoli: quattro milioni di lire in un giorno feriale... la gente faceva a pugni per entrare!"